# Dăbuleni
Dăbuleni là một thị xã thuộc hạt Dolj, România. Dân số thời điểm năm 2002 là 13802 người.